# یواس‌اس ال‌اس‌تی-۷۶۶
یواس‌اس ال‌اس‌تی-۷۶۶ (به انگلیسی: USS LST-766) یک کشتی بود که طول آن ۳۲۸ فوت (۱۰۰ متر) بود. این کشتی در سال ۱۹۴۴ ساخته شد.